# Denthoefijzerneus
Denthoefijzerneus (Rhinolophus denti) is een Afrikaanse vleermuissoort uit de familie der hoefijzerneuzen (Rhinolophidae).

## Verspreidingsgebied
Noordelijke Kaap, Zimbabwe, Botswana, Namibië, Mozambique en Guinee.